# Correbidia joinvillea
Correbidia joinvillea là một loài bướm đêm thuộc phân họ Arctiinae, họ Erebidae.